# Iuka (Mississippi)
Iuka ist die Hauptstadt des Tishomingo County im Bundesstaat Mississippi, Vereinigte Staaten von Amerika. Das U.S. Census Bureau hat bei der Volkszählung 2020 eine Einwohnerzahl von 3139 ermittelt.
Sie ist Sitz der Countyverwaltung (County Seat) und wurde nach einem Indianerhäuptling der Chickasaw benannt.

## Geschichte
Iuka wurde auf dem Gelände eines Dorfes der Chickasaw gebaut. Über die Bahnstrecke der Memphis and Charleston Railroad kamen europäischstämmige Siedler 1857 in den Ort. Vor dem Bürgerkrieg hatte die Stadt ein teures Hotel, ein Mädchencollege und eine Militärakademie. Der Krieg brachte Zerstörung und wirtschaftliches Elend. Am 19. September 1862 fand die Schlacht von Iuka statt, in der zwischen 1200 und 1500 Menschen getötet bzw. verletzt wurden. Die Gefallenen der Konföderation wurden auf dem Friedhof Shady Grove Cemetery beigesetzt.

## Wirtschaft und Infrastruktur

### Straßenverkehr
- U.S. Highway 72 (Chattanooga (Tennessee), TN – Memphis (Tennessee), TN)
- Mississippi Highway 25

### Eisenbahn
- Norfolk Southern Railway
- Tishomingo Railroad

### Flughafen
- Iuka Airport

### Schulen
- Tishomingo County High School
- Iuka Middle School
- Iuka Elementary School